# Johann Nicolaus Tetens

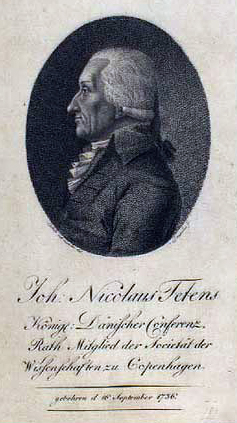
Joh. Nicolaus Tetens

Johann Nicolaus Tetens, auch Johannes Nikolaus Tetens, dänisch: Johan Nicolai Tetens (* 16. September 1736 in Tetenbüll; † 15. August 1807 in Kopenhagen) war ein deutsch-dänischer Hochschullehrer, Philosoph, Mathematiker und Naturforscher der Aufklärung.
Im englischsprachigen Raum wird er noch heute 'der deutsche Hume' genannt. Sein philosophisches Werk hatte großen Einfluss auf Immanuel Kant, er gilt zudem als Vordenker und Begründer der Psychologie der Lebensspanne. Nach seiner Zeit als Publizist und Universitätsgelehrter machte der schleswigsche Aufklärer eine Karriere in der Finanzverwaltung in Kopenhagen.

## Leben und Wirken
Als Sohn eines Gastwirts geboren, studierte Tetens an der Universität Rostock und Kopenhagen Mathematik und Physik. 1760 promovierte er, nachdem er 1759 in Rostock den Grad eines Magisters erworben hatte. 1760 erschien seine philosophische Arbeit zu einem erkenntnistheoretischen Problem: Gedanken von einigen Ursachen, warum in der Metaphysik nur wenige ausgemachte Wahrheiten sind, ein Jahr später seine Schrift: Abhandlungen von den Beweisen des Daseins Gottes. Er bewarb sich an der neu gegründeten Universität Bützow und wurde hier 1763 zum Professor für Physik ernannt, unterrichtete aber auch Philosophie. 1765–1770 auf Vorschlag des Professor Wenceslaus Johann Gustav Karsten vom Herzog  Friedrich zu Mecklenburg als Direktor des Pädagogium Bützow berufen. Dort entstanden wichtige Schriften zur Sprachforschung Über den Ursprung der Sprache und der Schrift, 1772 und 1775 zur Wissenschaftstheorie Über die allgemeine speculativische Philosophie. 1763–1776 war Tetens als Professor für Physik und Philosophie an der Friedrichs-Universität Bützow tätig.
1776 folgte er einem Ruf an die Universität Kiel und unterrichtete dort Mathematik und Philosophie bis 1785. In diese Zeit fällt die Veröffentlichung seines Hauptwerks Philosophische Versuche über die menschliche Natur und ihre Entwicklung. Vorangegangen war dem Werk die in Schwierigkeiten geratene Calenbergische Witwencasse. mit deren Prüfung Tetens beauftragt wurde. In dieser Folge verfasste er das zweibändige Werk, welches die Grundlage der modernen Lebensversicherungsmathematik wurde. Er entwickelte diverse Hilfsgrößen, wie beispielsweise die Kommutationswerte, um Quellen für Berechnungsfehler zu mindern.
1786 brach er seine akademische Laufbahn ab und bereiste die Nordseeküste, um den Zustand der Deiche zu inspizieren. Das Ergebnis war das 1788 erschienene Buch Reisen in die Marschländer der Nordsee.
1789 übersiedelte Tetens nach Kopenhagen, trat dort in den Staatsdienst ein und avancierte vom Assessor am Finanzkollegium zum Direktor der Finanzkassendirektion.
Danach wurde er Deputierter im Finanzkollegium und Mitdirektor der Königlichen Bank, der Depositenkasse, der Witwenkasse und Versorgungsanstalt in Kopenhagen. Dort veröffentlichte er ein Buch über die Witwenversorgung. 1787 wurde er Mitglied der Königlich Dänischen Akademie der Wissenschaften. 1790 erfolgte die Ernennung zum Etatsrat, 1792 zum Wirklichen Etatsrat und später zum Konferenzrat.

## Psychologisches Werk
In seinem Hauptwerk Philosophische Versuche über die menschliche Natur und ihre Entwicklung versuch Johannes Nicolaus Tetens erstmals psychische Eigenschaften und deren Entwicklung im Verlaufe einer Lebensspanne umfassend darzustellen. Dabei bestimmt er das absolute gegenüber dem relativen intellektuellen Vermögen und skizziert, was in der modernen Entwicklungspsychologie als Zweikomponenten-Modell von fluiden und kristallinen Fähigkeiten bezeichnet wird. Er stellt dabei Bezüge zum kognitiven Altern her: Die absoluten Fähigkeiten seien schwerer zu modifizieren, als die relativen Fähigkeiten, dieses sei auch dann noch möglich, wenn die absoluten Fähigkeiten nicht weiterentwickelt werden können.

## Philosophisches Werk
Tetens wurde durch Christian Wolff, der sich auf John Locke bezog, vom englischen Empirismus beeinflusst. Die Arbeiten David Humes behandelte er als einer der ersten in Deutschland. Über seinen phänomenalistischen Standpunkt übte er einen erheblichen Einfluss auf Immanuel Kant aus. Besonders sein Hauptwerk war wichtig für Kants Arbeit an der Kritik der reinen Vernunft (1781). Tetens hat Kants Terminologie, die den Zeitgenossen völlig neu erschien, teilweise vorgeprägt.
Er bemühte sich um eine „psychologische Analyse der Seele“ nach naturwissenschaftlichen Methoden. Er wollte das seelische Vermögen bestimmen, das er erstmals in Denken, Fühlen und Wollen unterschied. Seinen Zeitgenossen galt Tetens als der „deutsche Locke“.
Seine sprachphilosophischen Arbeiten erreichten großen Bekanntheitsgrad. Tetens verfasste zahlreiche Schriften auf dem Gebiet der Mathematik, Physik, Jurisprudenz, Psychologie und der Philosophie. Er gilt als ein bedeutender Vertreter der deutschen Aufklärung.
Er versucht in diesem Werk, den Empirismus Humes mit der deutschen Schulphilosophie (Leibniz und Christian Wolff) zu verbinden, eine Absicht, die er mit Kant gemeinsam hatte. Heute ist Tetens im öffentlichen Bewusstsein erheblich weniger präsent als Kant.

## Schriften (Auswahl)

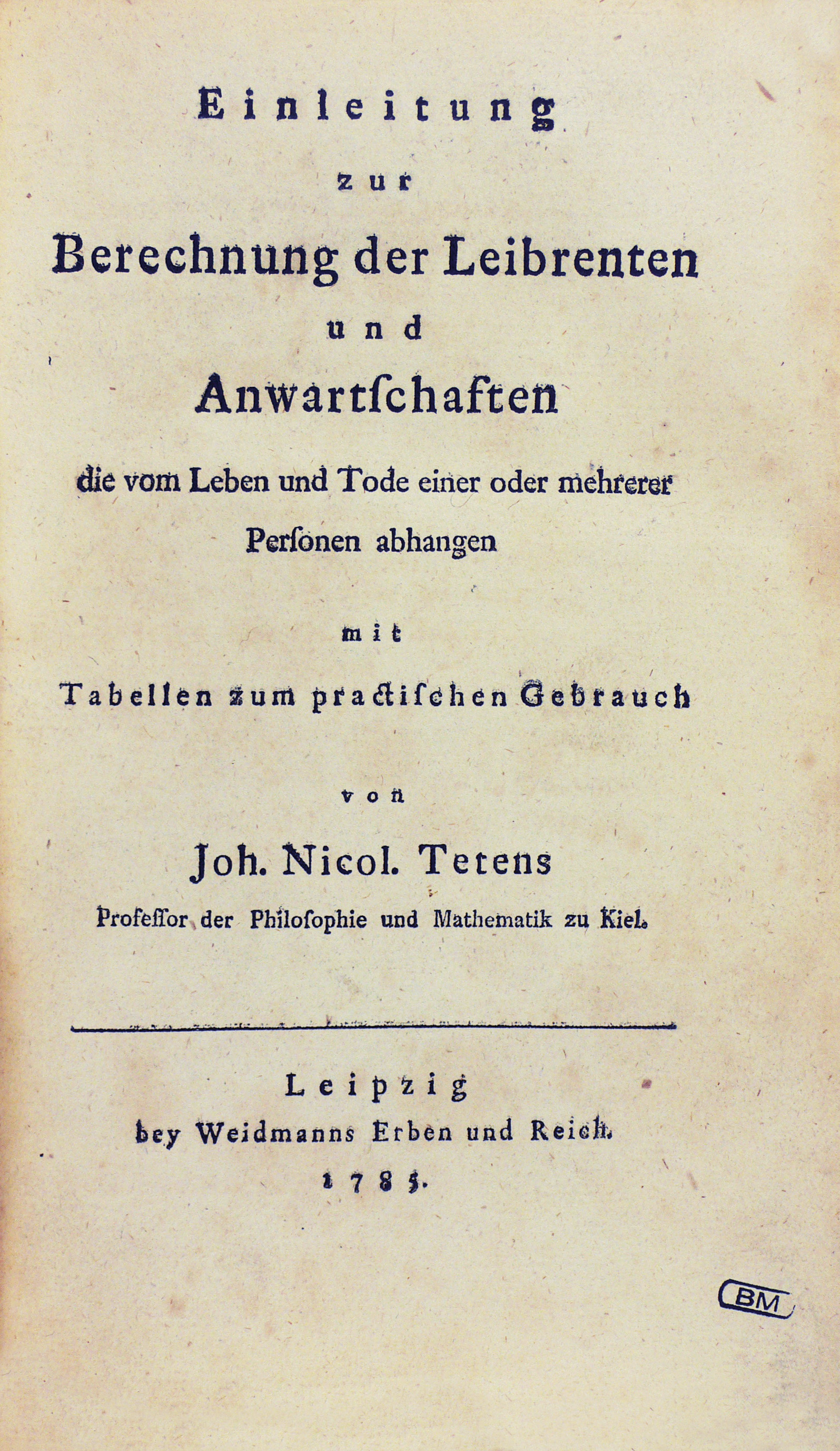
Einleitung zur Berechnung der Leibrenten, 1785

- Gedanken von einigen Ursachen, warum in der Metaphysik nur wenige ausgemachte Wahrheiten sind. 1760
- Abhandlung von den Beweisen des Daseins Gottes. 1761
- Über den Ursprung der Sprache und der Schrift. 1772
- Über die allgemeine speculativische Philosophie. 1775
- Philosophische Versuche über die menschliche Natur und ihre Entwicklung. 2 Bde. Weidmann, Leipzig 1777
  - Band 1 Digitalisat und Volltext im Deutschen Textarchiv (Digitalisat bei Google Books)
  - Band 2 Digitalisat und Volltext im Deutschen Textarchiv (Digitalisat bei Google Books)
- Einleitung zur Berechnung der Leibrenten und Anwartschaften. Leipzig 1785/1786
  - erster Teil. 1785 (Digitalisat)
  - zweiter Teil. 1786 (Digitalisat)
- Reisen in die Marschländer der Nordsee. 1788
- Sprachphilosophische Versuche. Hrsg.: Heinrich Pfannkuch. 1971, ISBN 3-7873-0253-0